# Коная Бойс-Кларк
Коная Бойс-Кларк (англ. Coniah Boyce-Clarke, нар. 1 березня 2003) — англійський і ямайський футболіст, воротар клубу «Редінг» та національної збірної Ямайки. Виступав також за клуби «Сент-Олбанс Сіті» та «Веллінг Юнайтед».

## Клубна кар'єра
Коная Бойс-Кларк народився 2003 року, та є вихованцем футбольної школи клубу «Редінг». У 2020 році воротаря перевели до головної команди клубу виступами за команду, проте до основного складу команди він не пробився, і в 2021 році керівництво клубу відправило Бойс-Кларк в оренду до клубу «Сент-Олбанс Сіті». Наступного року футболіст грав у оренді в клубі «Веллінг Юнайтед». У 2023 році Бойс-Кларк повернувся до клубу «Редінг», де залишається запасним воротарем.

## Виступи за збірні
2019 року Коная Бойс-Кларк дебютував у складі юнацької збірної Англії, загалом на юнацькому рівні взяв участь у 8 іграх, пропустивши 9 голів.
У 2022 році Бойс-Кларк залучався до складу молодіжної збірної Ямайки. На молодіжному рівні зіграв у 5 офіційних матчах, пропустив 8 голів.
У 2023 році Коная Бойс-Кларк дебютував у складі національної збірної Ямайки. У складі збірної був учасником розіграшу Золотого кубку КОНКАКАФ 2023 та Кубка Америки 2024 року. Станом на листопад 2024 року зіграв у складі національної збірної 1 матч.